# Docalis pilosus
Docalis pilosus is een keversoort uit de familie somberkevers (Zopheridae). De wetenschappelijke naam van de soort werd in 1928 gepubliceerd door Carter.